# Celebration Day
«Celebration Day» es la tercera canción del álbum Led Zeppelin III, de la banda inglesa de hard rock Led Zeppelin.
La canción casi fue quitada del álbum por un descuido en el que fueron borrados los primeros compases de la batería de John Bonham. Para disfrazar el error, el sintetizador Moog de la canción anterior, Friends fue usado componiendo sobre la edición, lo que permitió rescatar la canción e incluirla en el álbum.
"Celebration Day" está compuesta por unos riffs de guitarra de sonido metálico y una atmósfera hipnótica. En una entrevista a "Guitar World", Page habló sobre la composición de la canción:

Hay unos tres o cuatro riffs en la canción, o no? La mitad fue hecha con una guitarra afinada normalmente y la otra mitad fue hecha en una guitarra slide afinada en La, creo. Juntamos todo eso en Headley Grange. Como habíamos alquilado el estudio móvil de los Rolling Stones, pudimos relajarnos y tomarnos nuestro tiempo para perfeccionar las canciones en los ensayos. No recuerdo mucho más acerca de esa canción, además de lo que dije antes sobre el principio que fue borrado. Yo solía tocar toda la cosa en vivo en mi guitarra eléctrica de 12 cuerdas.

La letra refiere a la impresión de Robert Plant acerca de la ciudad de Nueva York. En el "Led Zeppelin North American Tour" de 1971, Plant la presentaría como "The New York Song" (La canción de Nueva York). "Celebration Day" fue tocada en conciertos en vivo entre 1971 y 1973, y luego en 1979 en el Festival de Knebworth de 1979. Una versión en vivo de la canción en la gira por Estados Unidos en 1973 fue incluida en el disco de su concierto, "The Song Remains the Same".
Al salir al mercado en 1976, la canción no fue incluida en la película que acompañaba al álbum. Pero cuando fue reeditado en 2007, el video de la canción fue agregada al segundo disco de extras y a la versión remasterizada del álbum. Esta versión difiere de la original en el solo de guitarra.
Jimmy Page tocó "Celebration Day" en su gira con "The Black Crowes" en 1999 y otra versión tocada por ellos puede ser encontrada en el álbum Live at the Greek.
Es el nombre que llevará la película sobre el último recital ofrecido por la banda en el año 2007 en el 02 de Londres.

## Formatos y listas de canciones
1970 7" sencillo  (Poland: Daszkowska N 037)
- A.  "Celebration Day" (Jones, Page, Plant) 3:29
- B.  "Paranoid"* (Butler, Iommi, Osbourne, Ward) 2:52

1970 7" sencillo  (South Africa: Atlantic Teal MR 10)
- A.  "Celebration Day" (Jones, Page, Plant) 3:29
- B.  "Immigrant Song" (Page, Plant) 2:25

Nota:

(*) Lado B por Black Sabbath

## Personal
- Robert Plant — voz principal
- Jimmy Page — guitarra eléctrica
- John Paul Jones — bajo, sintetizador Moog
- John Bonham — batería

## Versiones
- 2000: Jimmy Page & The Black Crowes (Live at the Greek)
- 2001: TKO (In Your Face [bonus tracks edition])
- 2007: Dread Zeppelin (Bar Coda)
- 2007: Spearfish (Back for the Future)